# Bayraktar TB1
Bayraktar TB1 — тактический беспилотный летательный аппарат (БПЛА), предназначенный для наблюдения и разведки, первоначально разработанный по заказу Вооруженных сил Турции компанией Kale-Baykar, совместным предприятием Kale Group и Baykar Technologies.
5 августа 2014 года «Байрактар TB1» установил национальный рекорд продолжительности полёта для БПЛА, находясь в воздухе в течение 24 часа 34 минуты на высоте 5500 м. Кроме того, 14 июня 2014 года с полной полезной нагрузкой он поднялся на рекордную для турецких БПЛА высоту 8240 м.
В то время как турецкие вооруженные силы классифицируют «Байрактар TB1» как «тактический БПЛА», чтобы не допустить, чтобы он составлял конкуренцию БПЛА TAI Anka, международные стандарты классифицируют его как средневысотный БПЛА большой продолжительности полёта. Максимальный взлётный вес составляет 650 кг, размах крыльев — 12 метров. Аппарат способен держаться в воздухе более 24 часов и продолжительно находиться на высоте до 7000 м.

## Характеристики

### Конструкция

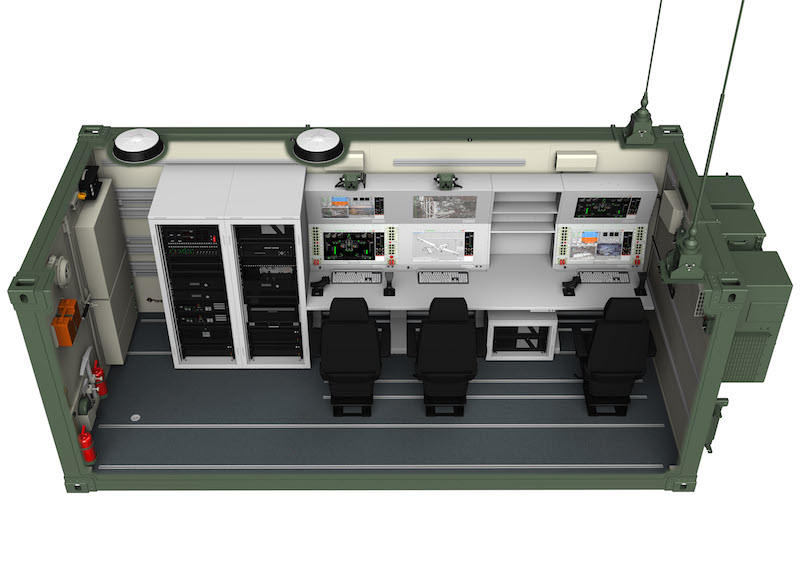
Наземный пункт управления БПЛА «Байрактар» в разрезе.

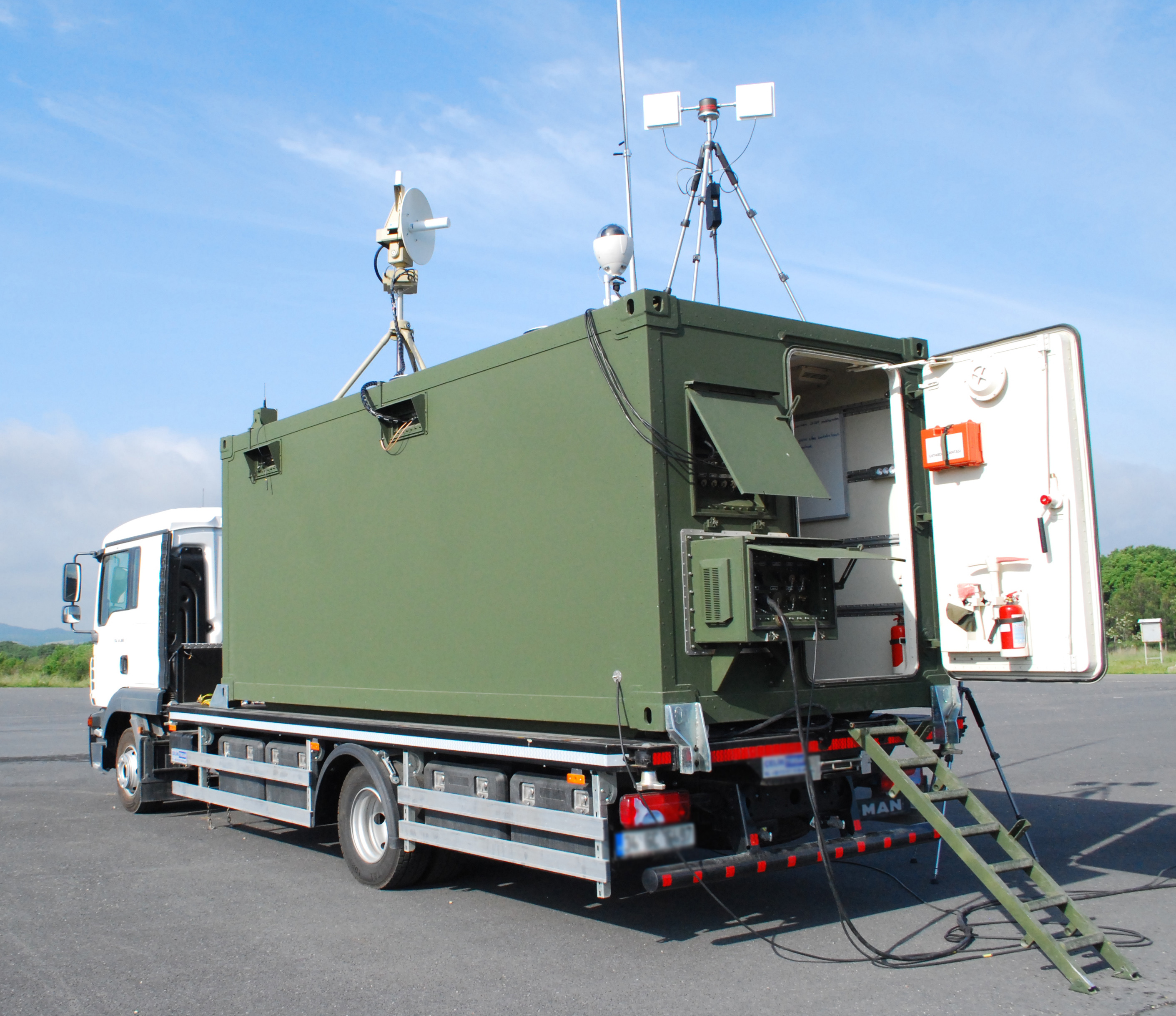
Наземный пункт управления БПЛА «Байрактар»

Аппарат Bayraktar Block B имеет комбинированную конструкцию крыла и обратную конструкцию V-образного хвоста. Тяга создается двигателем внутреннего сгорания, расположенным между хвостовыми балками. Корпус–монокок модульный со съемными основными элементами, такими как крыло, хвостовая балка и V-образное вертикальное оперение. Все элементы фюзеляжа в основном композитные, изготовленные из углеродного волокна, в то время как алюминиевые детали, обработанные на прецизионных станках с ЧПУ, используются в узловых частях. Топливо хранится в баках-дозаторах, расход топлива автоматически уравновешивается с помощью электромагнитных клапанов. Двухлопастной винт переменного шага обеспечивает эффективный полет на средних высотах. 
Мобильный наземный пункт управления оснащен системами управления и контроля с перекрестным резервированием. На нём находятся три пилота, оператор полезной нагрузки и командир операции. Пункт оснащен резервными кондиционерами и блоком фильтрации для защиты от оружия массового поражения. Все оборудование внутри пункта размещено в стеллажных шкафах. На рабочем месте каждого оператора имеется два экрана и интерфейс для управления, контроля и мониторинга в реальном времени.

### Конфигурация

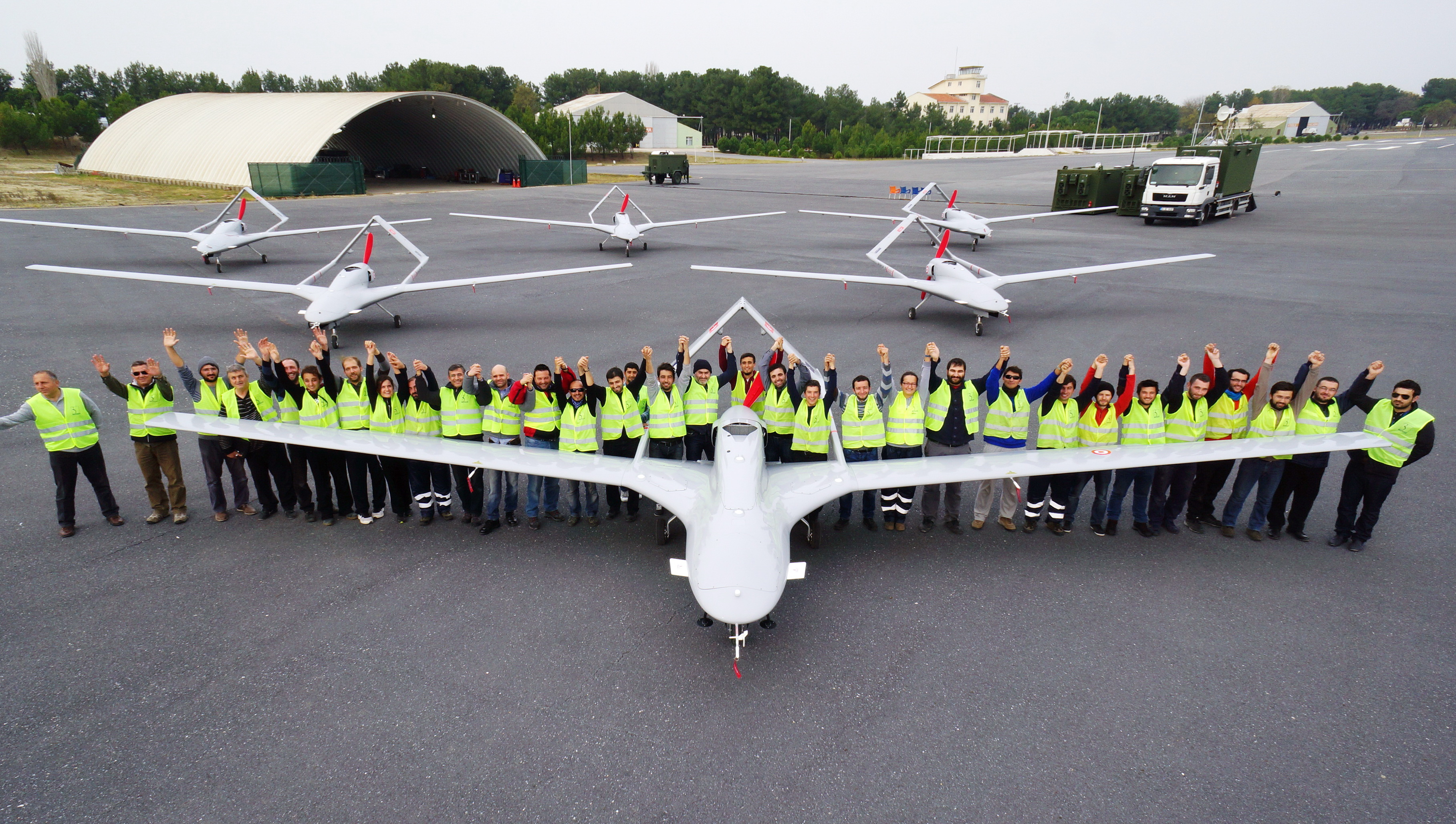
Обслуживающий персонал БПЛА

Каждое подразделение БПЛА оснащено шестью летательными аппаратами, двумя наземными пунктами управления (GCS), тремя наземными терминалами передачи данных (GDT), двумя удаленными видеотерминалами (RVT) и наземным вспомогательным оборудованием. Каждый летательный аппарат имеет систему авионики с тройным резервированием. Архитектура системы наземного управления с перекрестным резервированием позволяет пилоту, оператору полезной нагрузки и командиру операции управлять летательными  аппаратами.

### Цифровая система управления полетом
«Байрактар» имеет систему управления с тройным резервированием и возможностью автономного выруливания, взлета, крейсерского полёта, посадки и парковки без каких-либо внешних датчиков. Система управления полетом является центральным компонентом, который работает с данными датчиков в реальном времени. Управление полетом осуществляется через компьютерную систему, которая приводит в действие различные сервоприводы поворотного и линейного типа. Бортовые системы питаются от блока питания, который содержит литий-ионные аккумуляторы и трёхфазный генератор переменного тока. В хвостовой части платформы размещена камера с подогревом для наблюдения за полетом, все данные о полезной нагрузке и телеметрии записываются на бортовой регистратор данных. Архитектура резервирования бортового радиоэлектронного оборудования обеспечивает при необходимости автономную аварийную посадку на разные аэродромы. Алгоритмы обработки информации с датчиков позволяют осуществлять навигацию и автоматическую посадку даже при потере сигналов глобального позиционирования.

## Разработка
В 2007 году Министерство обороны Турции пригласило две компании принять участие в этапе демонстрации прототипа в рамках объявленной ею программы  «Тактический БПЛА». Победителем программы в 2009 году  стала компания Bayraktar, которая продемонстрировала аппарат «Байрактар блок A», оснащённый системой авионики с двойным резервированием и возможностью  полностью автономного взлета и посадки. Проектирование аппарата «Байрактар блок Б» началось в начале 2012 года, когда стартовала  вторая фаза программы, охватывающая разработку и серийное производство. 

## Основные этапы
- 2007 год — начало фазы 1 разработки прототипа[12].
- 8 июня 2009 года — «Байрактар блок A» с максимальной взлётной массой 450 кг и размахом крыла 9 метров совершил первый автономный полет в аэропорту Кесан, Турция[13].
- Октябрь 2009 года — «Байрактар блок A» успешно завершил фазу 1 программы с дневными и ночными демонстрациями полетов в аэропорту Синоп, Турция[14][15].
- 6 января 2010 года — Исполнительный комитет обороны Турции официально объявил «Байрактар блок A» победителем программы «Тактический БПЛА». Конкурентом компании «Байрактар» выступала компания «Vestel»[16][17][18].
- Декабрь 2011 года — подписан контракт между Министерство обороны Турции и совместным предприятием «Кале-Байкар» на выполнение фазы 2 программы, которая заключалась в разработке и серийном производстве БПЛА.
- Январь 2012 года — начало фазы 2 программы.
- 29 апреля 2014 года — «Байрактар блок B» совершил свой первый полет в аэропорту Кесан, Турция[19].
- 14 июня 2014 года — во время испытательного полета «Байрактар блок B» установил национальный рекорд высоты для БПЛА — 8240 м[20][21].
- С 5 августа 2014 года 15:36 по 6 августа 2014 года 16:10 — во время испытательного полёта «Байрактар блок B» установил рекорд Турции по длительности полёта БПЛА — 24 часа 34 минуты[22][23].
- 17–22 ноября 2014 года — «Байрактар блок B» успешно завершил первые приемо-сдаточные испытания[24][25][26].
- «Байрактар блок B» совершил свой первый полет с интегрированной системой ADS-B[27].
- «Байрактар блок B» показан в прямом эфире телеканала NTV TV Channel[28].
- 18 июня 2015 — года успешно завершены 2-е приемо-сдаточные испытания системы «Байрактар блок B»[29][30][31].
- Турецкая полиция заказала 11 БПЛА «Байрактар блок B»[32].
- БПЛА «Байрактар» использован турецкими силами безопасности в операции по уничтожению шести членов РПК[33].
- БПЛА «Байрактар» использован турецкими ВВС для наведения авиации на террористов ИГИЛ во время операции на севере Сирии[34].
- БПЛА «Байрактар» начинает патрулировать воздушное пространство[35][36].
- Сентябрь 2018 года — «Байрактар TB2» налетал 60 000 часов, достигнув среднемесячного показателя использования в 4500 часов[37].

## История эксплуатации

### Сирия
12 февраля 2018 года сирийские демократические силы заявили, что они сбили турецкий тактический БПЛА «Байрактар», разбившийся в окрестностях Куды, небольшого городка в районе Раджо Африна недалеко от сирийско-турецкой границы.

## Характеристики
- Длина: 6,5 м
- Размах крыла: 12 м
- Максимальный взлетный вес: 650 кг
- Двигатель: Rotax 912ULS 100 л.с.

- Максимальная скорость: 220 км/ч
- Максимальная высота: 8200 м[39]
- Крейсерская скорость: 130 км/ч
- Дальность связи: 150 км
- Практический потолок: 6900 м
- Длительность полёта: 24 часа
- Полезная нагрузка: 150 кг[39]

## Операторы
Турция
- Вооруженные силы Турции